# 安迪·瑟克斯
安德鲁·克萊門特·“安迪”·瑟克斯（1964年4月20日—）是一名英國演員、導演和作家。他最著名的角色是在《魔戒三部曲》中扮演咕嚕。他因此獲得多項獎賞提名。他在《魔戒二部曲：雙城奇謀》中的演出使他獲得了土星最佳配角獎。他在英國電視劇《朗福镇》中扮演伊恩·布雷迪使他獲得金球獎提名。
瑟克斯在《霍比特人歷險記》中重演咕噜。其他著名角色如：2005年在《金剛》中扮演金剛、2011年他在《猩球崛起》電影中扮演猩猩凯撒、2011年真人動畫《丁丁歷險記：獨角獸號的秘密》中扮演哈達克船长、2015年《復仇者聯盟2：奧創紀元》和2018年《黑豹》中扮演軍火商尤里西斯·克勞、2015年與2017年《星際大戰》系列第7集與第8集中扮演大反派第一軍團最高領導人史諾克。

## 早年生涯
安迪·瑟克斯出生在英国密德萨斯。他的母亲是一名英国人，教授生理有障碍的孩子，他的父亲是一名在伊拉克出生的美国人，是一名妇科医生。他的家庭本来姓。安迪·瑟克斯在伊灵上学，此后在兰卡斯特大学学视觉艺术。他学生时期参加学生广播电台的工作。

## 生涯
安迪·瑟克斯最关键的角色是在《魔戒電影三部曲》中扮演咕噜（2001年至2003年）以及在2005年的《金剛》中扮演金剛。他是这两个形象的声音并为它们提供了電腦繪圖的动作原型。在《金刚》里他还扮演了船上的厨师。2010年他在《性、毒品和摇滚乐》中扮演伊安·杜利。
他在《魔戒電影三部曲》中的工作促使了关于電腦繪圖表演是否合法的讨论。
2007年安迪·瑟克斯与游戏设计公司一起发布了《玄天神劍》。他本人为游戏里的主要对手提供了声音和行动捕捉，并是该游戏的故事导演。他在电影和电视中共扮演了30多个角色。
在被英国电影和电视艺术学院受奖提名的电影《朗福镇》中安迪·瑟克斯扮演連環殺手伊恩·布雷迪。布雷迪的亲属和他的牺牲者的亲属批评这部电影。一名尸体至今未被找到的死者的母亲批评瑟克斯在准备他的角色是赴狱中会晤布雷迪。瑟克斯在电影的两个场景中扮演了布雷迪。
2006年他参加了安东尼·霍洛维茨导演的根据阿里克斯·莱德的小说改编的电影《风暴突击者》的拍摄。同年他还拍摄了《頂尖對決》以及为阿德曼工作室的电影《鼠国流浪记》配音。此外他还参加了吉姆·特瑞阿莱顿的电影《非凡的演绎》的拍摄。
安迪·瑟克斯参加了独立低成本电影《糖果屋大道》的拍摄，在其中扮演当地的犯罪大王。为此他剃了光头，还在身上印了暂时性的文身。这部电影于2007年8月24日开始在英国放映。
安迪·瑟克斯在和英国广播公司合拍的《爱因斯坦与爱丁顿》中饰阿尔伯特·爱因斯坦。这部电影描述了爱因斯坦创立他的相对论的过程，并描述了英国科学家亚瑟·爱丁顿爵士怎样成为第一个理解这个理论的人。
2009年安迪·瑟克斯参加斯蒂芬·斯皮尔伯格基于《丁丁历险记：独角兽号的秘密》拍摄的丁丁三部曲。
2010年安迪·瑟克斯参演约翰·兰迪斯的电影《布克和海尔》。他在2011年的《猩球崛起》中扮演猩猩首領凱撒。2012年他在《霍比特人：意外之旅》中重演咕噜。
安迪·瑟克斯还出任《霍比特人電影系列》的第二导演，此前他已经积累了一些导演经验。

## 个人生活
安迪·瑟克斯和他的夫人，即女演员劳瑞尼·阿什博内以及他们的三个孩子一起住在伦敦。
安迪·瑟克斯的父母是天主教教徒。但是他从少年时期开始就是个无神论者。他倾向于类似業的超自然的能量，尤其是“死后人的能量继续生存的可能性”。

## 作品列表

### 電影
| 年份 | 標題                             | 角色                                   | 附註                             |
| ---- | -------------------------------- | -------------------------------------- | -------------------------------- |
| 1994 | 《聖戰豪情》                     | Torsten                                |                                  |
| 1995 | 《隔壁房间》                     | Bunny                                  |                                  |
| 1996 | 《斯泰拉做出格》                 | Fitz                                   |                                  |
| 1997 | 《魔力》（Mojo）                 | Potts                                  |                                  |
| 1997 | 《紅粉貴族》                     | Nick Evans                             |                                  |
| 1997 | 《循環》                         | Bill                                   |                                  |
| 1998 | 《甜心巴雷特》（Sweety Barrett） | Leo King                               |                                  |
| 1998 | 《在巨人中間》                   | Bob                                    |                                  |
| 1998 | 《笨手笨腳》（Clueless）         | David                                  | 短片                             |
| 1998 | 《失眠》（Insomnia）             | Harry                                  | 短片                             |
| 1999 | 《酣歌暢戲》                     | 約翰·脫邦                              |                                  |
| 2000 | 《跳》（Jump）                   | Shaun                                  | 短片                             |
| 2000 | 《復仇遊戲》                     | Mel                                    |                                  |
| 2000 | 《受難與激情》                   | 約翰·泰爾瓦爾                          |                                  |
| 2000 | 《歡樂男孩的最後一站》           | Spider                                 |                                  |
| 2001 | 《指环王：护戒使者》             | 咕嚕                                   | 配音                             |
| 2002 | 《指环王：双塔奇兵》             | 咕嚕                                   | 配音和動作捕捉                   |
| 2002 | 《大獵逃》                       | Ricky Barnes                           |                                  |
| 2002 | 《勾魂戰地》                     | Pvt. Thomas Quinn                      |                                  |
| 2002 | 《24小時狂歡派對》               | 馬丁·漢內特                            |                                  |
| 2003 | 《僅限站立室》                   | Granny / 拉斯塔法里徒 / Hunter Jackson |                                  |
| 2003 | 《指环王：王者无敌》             | 咕嚕／史矛革                           | 配音和動作捕捉                   |
| 2004 | 《求神赐福》                     | Father Carlo                           |                                  |
| 2004 | 《三十姑娘一朵花》               | Richard Kneeland                       |                                  |
| 2005 | 《金剛》                         | 金剛／蘭皮                             | 動作捕捉                         |
| 2006 | 《風暴剋星》                     | Mr. Grin                               |                                  |
| 2006 | 《頂尖對決》                     | Mr. Alley                              |                                  |
| 2006 | 《鼠國流浪記》                   | Spike                                  | 配音                             |
| 2006 | 《謎情》                         | Ian Brady                              |                                  |
| 2007 | 《非常規引渡》                   | Lead Interrogator                      |                                  |
| 2007 | 《糖果屋大道》                   | Hoodwink                               |                                  |
| 2008 | 《農家小屋》                     | David                                  |                                  |
| 2008 | 《墨水心》                       | Capricorn                              |                                  |
| 2010 | 《性、毒品和摇滚乐》             | 艾恩·迪里                              | 兼執行製片人                     |
| 2010 | 《布萊登棒棒糖》                 | Mr. Colleoni                           |                                  |
| 2010 | 《动物总动员》                   | Charles                                | 英語版配音                       |
| 2010 | 《房間就是太平間》               | 威廉·海爾                              |                                  |
| 2011 | 《猩球崛起》                     | 凱撒                                   | 配音和動作捕捉                   |
| 2011 | 《愛情超能量》                   | Dr. Adrian King                        |                                  |
| 2011 | 《野蠻比爾》                     | Glen                                   |                                  |
| 2011 | 《丁丁历险记》                   | 阿道克船长／弗朗西斯·哈多克爵士        | 配音和動作捕捉                   |
| 2011 | 《亚瑟·圣诞》                    | General Elf                            | 配音；客串                       |
| 2012 | 《霍比特人：意外之旅》           | 咕嚕                                   | 配音和動作捕捉；兼第二攝製組導演 |
| 2013 | 《霍比特人：史矛革之战》         | 不適用                                 | 第二攝製組導演                   |
| 2014 | 《哥斯拉》                       | 不適用                                 | 動作捕捉顧問                     |
| 2014 | 《猩球崛起：黎明之战》           | 凱撒                                   | 配音和動作捕捉                   |
| 2014 | 《霍比特人：五軍之戰》           | 不適用                                 | 第二攝製組導演                   |
| 2015 | 《復仇者聯盟2：奧創紀元》        | 尤里西斯·克勞                          | 兼動作捕捉顧問                   |
| 2015 | 《星球大战：原力覺醒》           | 最高領導人史諾克                       | 配音和動作捕捉                   |
| 2017 | 《猩球崛起：终极之战》           | 凱撒                                   | 配音和動作捕捉                   |
| 2017 | 《我要為你呼吸》                 | 不適用                                 | 導演                             |
| 2017 | 《林祭》                         | 不適用                                 | 監製                             |
| 2017 | 《星球大战：最後的絕地武士》     | 史諾克                                 | 配音和動作捕捉                   |
| 2018 | 《黑豹》                         | 尤里西斯·克勞                          |                                  |
| 2018 | 《森林之子毛克利》               | 巴魯                                   | 配音和動作捕捉；兼導演           |
| 2019 | 《選情尬翻天》                   | Parker Wembley                         |                                  |
| 2019 | 《星球大战：天行者崛起》         | 史諾克                                 | 配音；客串                       |
| 2020 | 《聖誕頌歌》                     | 馬利的鬼魂                             | 配音                             |
| 2021 | 《SAS：黑天鵝崛起》              | George Clements                        |                                  |
| 2021 | 《戰慄公寓》                     | 不適用                                 | 執行製片人                       |
| 2021 | 《猛毒2：血蜘蛛》                | 不適用                                 | 導演                             |
| 2022 | 《蝙蝠俠》                       | 阿福·潘尼沃斯                          |                                  |
| 2023 | 《路德探長：落日之殤》           | David Robey                            |                                  |
| 2023 | 《下一球成名》                   | 不適用                                 | 執行製片人                       |
| 2024 | 《猛毒最終章：最後一舞》         | 努爾                                   |                                  |
| 2025 | 《動物農莊》                     | 不適用                                 | 導演和監製                       |

### 電視
| 年份       | 標題                                                                 | 角色                    | 附註                                        |
| ---------- | -------------------------------------------------------------------- | ----------------------- | ------------------------------------------- |
| 1989       | 《小莫里斯和他的神奇汽車》（Morris Minor and His Marvellous Motors） | Sparky Plugg            | 3集                                         |
| 1989       | 《新政治家》（The New Statesman）                                    | Peter Moran             | 2集                                         |
| 1989       | 《撒拉遜人》                                                         | Dudin                   | 單集：〈Into Africa〉                       |
| 1989       | 《西班牙製造》（Made in Spain）                                      | Hooligan                | 電視電影                                    |
| 1989–1992  | 《街头风范》（Streetwise）                                           | Owen                    | 25集                                        |
| 1990、1993 | 《舊日火焰》                                                         | Dean Platt、Alex Rackin | 2集                                         |
| 1992       | 《五月花》                                                           | Greville                | 單集：〈Le Grande Weekend〉                 |
| 1994       | 《格魯什科》                                                         | Pyotr                   | 3集                                         |
| 1994       | 《餡餅偵探》                                                         | Maxwell                 | 單集：〈Passion Fruit Fool〉                |
| 1994       | 《芬尼》                                                             | Tom                     | 6集                                         |
| 1996       | 《卡瓦纳诉讼》                                                       | MEM O'Brien             | 單集：〈The Burning Deck〉                  |
| 1997       | 《白馬酒館》                                                         | Sergeant Corrigan       | 電視電影                                    |
| 1998       | 《跳躍》                                                             | Steven Brunos           | 3集                                         |
| 1999       | 《霧都孤兒》                                                         | 比爾·賽克斯             | 3集                                         |
| 1999       | 《拍攝過往》                                                         | Styeman                 | 3集                                         |
| 1999       | 《触摸邪恶》                                                         | Michael Lawler          | 2集                                         |
| 2000       | 《一千零一夜》                                                       | Kasim                   | 2集                                         |
| 2003       | 《辛普森家庭》                                                       | Cleanie                 | 配音；單集：〈伙計，我的牧場在哪？〉        |
| 2004       | 《军情五处》                                                         | Riff                    | 單集：〈Celebrity〉                         |
| 2006       | 《藝術的力量》                                                       | 文森·梵谷               | 單集：〈Van Gogh: Wheat Field with Crows〉  |
| 2006       | 《謎情》                                                             | Ian Brady               | 電視電影                                    |
| 2007       | 《猴子生活》                                                         | 旁白                    | 紀錄片；14集                                |
| 2008       | 《小杜麗》                                                           | Rigaud                  | 11集                                        |
| 2008       | 《爱因斯坦与爱丁顿》                                                 | 阿爾伯特·愛因斯坦       | 電視電影                                    |
| 2010       | 《被告人》                                                           | Liam Black              | 單集：〈Liam's Story〉                      |
| 2012       | 《黑暗中的自然界》                                                   | 旁白                    | 紀錄片；3集                                 |
| 2015       | 《方格菌的奇幻旅程》                                                 | 旁白                    | 迷你劇；3集                                 |
| 2018       | 《尼安德特人：人类先祖》（Neanderthals: Meet Your Ancestors）        | 尼德                    | 紀錄片；2集                                 |
| 2019       | 《小氣財神》                                                         | Ghost of Christmas Past | 迷你劇；3集                                 |
| 2020       | 《家庭電影：公主新娘》                                               | Count Rugen             | 1集                                         |
| 2020       | 《藍髮女孩進城記》                                                   | Kertasníkir             | 配音；單集：〈The Yule Lads〉               |
| 2020       | 《伊拉克往事》                                                       | 旁白                    | 紀錄片；5集                                 |
| 2021       | 《無限可能：假如…？》                                                | 尤里西斯·克勞           | 配音；單集：〈假如齊爾蒙格救下東尼·史塔克〉 |
| 2022       | 《動物大蒐秘》（Animal）                                             | 旁白                    | 紀錄片；1集                                 |
| 2022       | 《安道爾》                                                           | Kino Loy                | 3集                                         |
| TBA        | 《禁忌之子》                                                         | 不適用                  | 執行製片人；8集                             |

### 電子遊戲
| 年份 | 標題                   | 角色         | 附註     |
| ---- | ---------------------- | ------------ | -------- |
| TBA  | 《分遣隊42》           | Thul'Óqquray | 動作捕捉 |
| 2025 | 《光與影：33號遠征隊》 | 雷諾瓦       |          |

## 獎項和提名

### 赢得
- 伦敦标准晚报英国电影奖2010年最佳男主角奖——《性、毒品和摇滚乐》[29]
- 2010年帝国奖[30]

### 提名
- 金球獎，2008年最佳男配角
- 英国电影和电视艺术学院奖，2010年最佳男主角